# Erna Daugaviete
Erna Daugaviete (russisch Эрна Ивановна Дауговет; * März 1906 in Lettland; † 1991 in Riga) war eine sowjetisch-lettische Chemikerin.

## Leben
Die Familie wurde im Ersten Weltkrieg in den Fernen Osten evakuiert. Dann lebte Daugaviete im Ural. Sie studierte in Swerdlowsk an der Staatlichen Gorki-Universität des Uralgebiets in der chemischen Fakultät. Während ihrer Aspirantur wurde in Swerdlowsk die erste Anlage zur Produktion von Penizillin in der UdSSR in Betrieb genommen. Nach dem Abschluss ihrer Aspirantur 1946 wurde sie zur Kandidatin der chemischen Wissenschaften promoviert.
Daugaviete erhielt eine Anstellung in Riga in der Fabrik für medizinische Präparate. Dort wurde sie 1947 Cheftechnologin, 1951 Chefingenieurin und 1962 Direktorin (bis 1975).
Daugaviete hat mit anderen die Antibiotika-Produktion in der UdSSR angestoßen. Unter ihrer Leitung wurde die Produktion von Bizillin-1, Bizillin-3, Oleandomycin, Ampicillin, Efizillin, Griseofulvin und Oletetrin eingeleitet.
Daugaviete war Abgeordnete und Präsidiumsmitglied des Obersten Sowjets der Lettischen SSR (1951–1955) und Abgeordnete des XIX. Kongresses der KPdSU 1952.

## Ehrungen, Preise
- Stalinpreis II. Klasse (1950 mit anderen) für die Entwicklung einer Methode zur Produktion medizinischer Präparate und ihre Einführung in die Industrie[5]
- Staatspreis der Lettischen SSR (1960)
- Verdiente Wissenschaftlerin und Technikerin der Lettischen SSR
- Leninorden
- Medaillen